# Horodelszczyzna
Horodelszczyzna – zniesiona część wsi Miłków w Polsce, położona w województwie świętokrzyskim, w powiecie ostrowieckim, w gminie Bodzechów.
Nazwę zniesiono z 2025 r.
W latach 1975–1998 Horodelszczyzna administracyjnie należała do województwa kieleckiego.